# Olivier Latry
Olivier Latry (* 22. února 1962) je francouzský titulární varhaník katedrály Notre Dame v Paříži.
V roce 2008 vystoupil na festivalu Pražské jaro v Obecním domě. Jedná se o interpreta zejména romantické a soudobé francouzské varhanní hudby. Na svých recitálech často uvádí hudbu Oliviera Messiaena.
V roce 2019 vystoupil v Rudolfinu s programem od Robert Schumann a Johann Sebastian Bach.